# Sabelette et Sablaireau
Sabelette (サンド, Sand, dans les versions originales en japonais) et son évolution, Sablaireau (サンドパン, Sandpan), sont deux espèces de Pokémon de première génération.
Issus de la célèbre franchise de médias créée par Satoshi Tajiri, ils apparaissent dans une collection de jeux vidéo et de cartes, dans une série d'animation, plusieurs films, et d'autres produits dérivés, ils sont imaginés par l'équipe de Game Freak et dessinés par Ken Sugimori. Leur première apparition a lieu au Japon en 1996, dans le jeu vidéo Pokémon Vert exclusivement. Ils sont tous les deux de type sol et occupent respectivement les 27e et 28e emplacements du Pokédex, l'encyclopédie fictive recensant les différentes espèces de Pokémon.
Depuis la septième génération, ils possèdent chacun une nouvelle forme, appelée respectivement Sabelette d'Alola et Sablaireau d'Alola.

## Création
La franchise Pokémon, développée par Game Freak pour Nintendo et introduite au Japon en 1996, tourne autour du concept de capture et d'entraînement de 150 espèces de créatures appelées Pokémon, afin de les utiliser pour combattre des Pokémon sauvages et ceux d'autres dresseurs Pokémon, qu'il s'agisse de personnages non-joueurs ou d'autres joueurs humains. La puissance des Pokémon au combat est déterminée par leurs statistiques d'attaque, de défense et de vitesse et ils peuvent apprendre de nouvelles capacités en accumulant des points d'expérience ou si leur dresseur leur donne certains objets.

### Conception graphique
La conception de Sabelette et de Sablaireau est le fait, comme pour la plupart des Pokémon, de l'équipe chargée du développement des personnages au sein du studio Game Freak. Leur apparence est finalisée par Ken Sugimori pour la première génération des jeux Pokémon, Pokémon Rouge et Pokémon Vert, sortis à l'extérieur du Japon sous les titres de Pokémon Rouge et Pokémon Bleu,. 

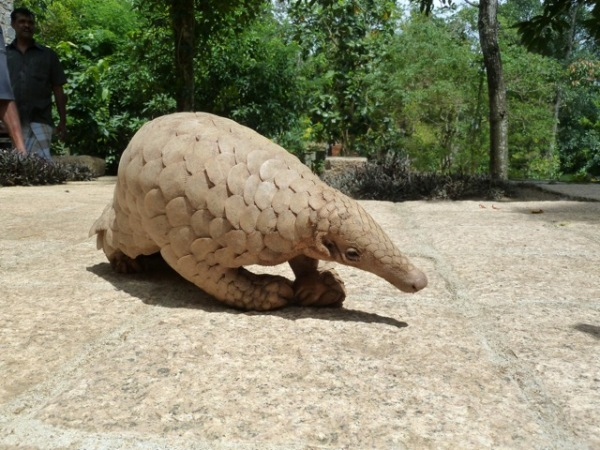
Un pangolin, une possible inspiration des deux Pokémon.

Nintendo et Game Freak n'ont pas évoqué les sources d'inspiration de ces Pokémon. Néanmoins, certains fans avancent que Sabelette et Sablaireau sont librement inspirés du pangolin, un animal écailleux et insectivore possédant la capacité de se rouler en boule. Sabelette pourrait également être inspiré du tatou et Sablaireau également du hérisson.

### Étymologie
Sabelette et Sablaireau sont initialement nommés Sand (サンド, Sando) et Sandpan (サンドパン, Sandopan) en japonais. Ces noms sont ensuite adaptés dans trois langues lors de la parution des jeux en Occident : anglais, français et allemand ; le nom anglais est utilisé dans les autres traductions du jeu.
Nintendo choisit de donner aux Pokémon des noms « astucieux et descriptifs », liés à l'apparence ou aux pouvoirs des créatures, lors de la traduction des jeux ; il s'agit d'un moyen de rendre les personnages plus compréhensibles pour les enfants, notamment américains. Sand est renommé « Sandshrew » en anglais, « Sandan » en allemand et « Sabelette » en français et Sandpan devient « Sandslash » en anglais, « Sandamer » en allemand et « Sablaireau » en français. Les noms anglais et français sont des mots-valises, composés du mot « sable » dans leur langue d'origine (en anglais : sand), et respectivement « shrew » (musaraigne en français) et « slash » (trancher) en anglais ; et « belette » et « blaireau » en français.
Sandslash aurait dû s'appeler à l'origine « Sandstorm », composé également de « sand » (sable) et de « storm » (tempête).

## Description
Ces deux Pokémon sont l'évolution l'un de l'autre : Sabelette évolue en Sablaireau. Dans les jeux vidéo, cette évolution survient en atteignant le niveau 22,.
Comme pratiquement tous les Pokémon, ils ne peuvent pas parler : lors de leurs apparitions dans les jeux vidéo tout comme dans la série d'animation, ils sont seulement capables de communiquer verbalement en répétant les syllabes de leur nom d'espèce en utilisant différents accents, différentes tonalités, et en rajoutant du langage corporel.

### Sabelette
Les Sabelette sont des créatures petites, ressemblant à des pangolins ; leur peau, beige, est une carapace qui leur permet de se protéger des attaques adverses. Elles ont des yeux bleus et de petites oreilles pointues.
Le Pokédex, une encyclopédie fictive, indique que les Sabelette s'enterrent ou se roulent en boule pour se protéger des dures conditions climatiques des régions arides ou désertiques dans lesquelles ils vivent. Ils peuvent aussi se replier sur eux-mêmes afin de combattre leurs ennemis ou de rebondir sur le sol sans se blesser. Le corps de Sabelette est très sec et il profite de la fraîcheur de la nuit pour se couvrir de rosée.

### Sablaireau
Contrairement à Sabelette, qui a le dos recouvert d'écaille, Sablaireau possède de longues piques marron sur son dos. Il possède aussi de longues griffes acérées et, une longue queue, deux pattes avant et deux pattes arrière. Sablaireau a un museau court et possède des yeux bleus.
Le Pokédex, une encyclopédie fictive, indique que, s'ils se sentent menacés, les Sablaireau se mettent en boule afin de se protéger ou d'attaquer avec leurs piques (ce sont des extensions de leur peau). Ses griffes sont acérées, si elles se cassent, elles peuvent repousser en un jour (tout comme ses piques).
Une fois par an, Sablaireau mue, il change de peau et possède de nouvelles épines.

## Apparitions

### Jeux vidéo
Sabelette  et Sablaireau apparaissent dans la série de jeux vidéo Pokémon. D'abord en japonais, puis traduits en plusieurs autres langues, ces jeux ont été vendus à plus de 200 millions d'exemplaires à travers le monde. Ils font leur première apparition le 27 février 1996, dans les jeux japonais Pocket Monsters Aka (ポケットモンスター 赤, Poketto Monsutā Aka, Pocket Monsters Rouge) et Pocket Monsters Midori (ポケットモンスター 緑, Poketto Monsutā Midori, Pocket Monsters Vert) (remplacé dans les autres pays par la version Bleue). Néanmoins, ils sont exclusifs à Pokémon Vert (Pokémon Version Bleue en Occident). Depuis la première édition de ces jeux, Sabelette et Sablaireau sont réapparus dans les versions jaune, or, argent, cristal, rubis, saphir, émeraude, vert feuille, diamant, perle, platine, noir 2 et blanc 2.
Il est possible d'avoir un œuf de Sabelette en faisant se reproduire deux Pokémon dont au moins un Sabelette ou un Sablaireau femelle. Cet œuf éclot après 5 120 pas, et un Sabelette de niveau 5 en sort. Sabelette et Sablaireau appartiennent au groupe d'œuf champ et ont les capacités « Voile sable » et « Baigne sable ».
Sabelette et Sablaireau se retrouvent également dans Pokémon Snap, dans le niveau de la vallée.

### Série télévisée et films
La série télévisée Pokémon ainsi que les films sont des aventures séparées de la plupart des autres versions de Pokémon et mettent en scène Sacha en tant que personnage principal. Sacha et ses compagnons voyagent à travers le monde Pokémon en combattant d'autres dresseurs Pokémon. Sabelette et Sablaireau ont relativement peu d'importance dans l'anime ; ils y apparaissent très peu. Des Sabelette sauvages apparaissent cependant dans le premier épisode. Un Sabelette apparait aussi dans le huitième épisode Le chemin qui mène à la ligue Pokémon". Sabelette est un Pokémon d'un dresseur réputé pour avoir gagné 98 matchs. Il lui fait subir un entraînement intensif, à coup de fouet, malgré cela, son Sabelette lui est loyal. Sabelette, après avoir battu Sacha à plate couture, se fait ensuite enlever par la Team Rocket, mais est finalement retrouvé. Son entraînement intensif portant ses fruits, ce Sabelette résiste à l'eau et a même appris l'attaque Abîme lui permettant de se défaire de la Team Rocket, et à son dresseur d'obtenir sa centième victoire et de partir à la conquête des badges.